# Psammopolia insolens
Psammopolia insolens là một loài bướm đêm thuộc họ Noctuidae. It occurs ở Thái Bình Dương Coast sand beaches miền trung California from Carmel to Bodega Bay, Sonoma County. Most specimens are from near San Francisco.
Con trưởng thành bay vào tháng 5 và từ giữa tháng 9 qua tháng 10.